# Kyminlinna
Kyminlinna est un quartier de la ville de Kotka en Finlande. 

## Présentation
Il est situé au nord de l’île de Hovinsaari. La moitié de la superficie du quartier et occupé par la forteresse de Kymi.
La population cumulée du quartier de Kyminlinna et du quartier de Korela est de 780 habitants (2016).